# Cosmiophrys chrysobola
Cosmiophrys chrysobola är en fjärilsart som beskrevs av Diakonoff 1970. Cosmiophrys chrysobola ingår i släktet Cosmiophrys och familjen vecklare. Inga underarter finns listade i Catalogue of Life.